# Eparchie karasukská
Eparchie Karasuk je eparchie ruské pravoslavné církve nacházející se v Rusku.

## Území a titul biskupa
Zahrnuje správní hranice území Baganského, Dovolenského, Zdvinského, Karasukského, Kočkovského, Krasnozjorského, Kupinského, Ordynského a Čistoozjornského rajónu Novosibirské oblasti.
Eparchiálnímu biskupovi náleží titul biskup karasukský a ordynský.

## Historie
Eparchie byla zřízena rozhodnutím Svatého synodu dne 28. prosince 2011 z části území novosibirské eparchie. Stala se součástí nově vzniklé novosibirské metropole.
Prvním eparchiálním biskupem se stal igumen Filipp (Novikov), duchovní novosibirské eparchie.

## Seznam biskupů
od 2012 Filipp (Novikov)